# Schema Records
Schema Records is een Italiaans platenlabel, dat gespecialiseerd is in het uitbrengen van jazz, Braziliaanse muziek en latin-muziek. Het is een sublabel van Ishtar, dat daarnaast nog enkele andere labels heeft. Musici die op Schema Records uitkwamen zijn onder meer Paolo Achenza, Andrea Balducci, Gerardo Frisina, Nicola Conte, Steve Evans, The Dining Rooms, Soulstance, Rosalia de Souza, Artless, Drumagick, Mario Biondi, Neos, Intensive Jazz Sextet en The Jazz Convention.